# Louis de Chalon-Châtel-Guyon

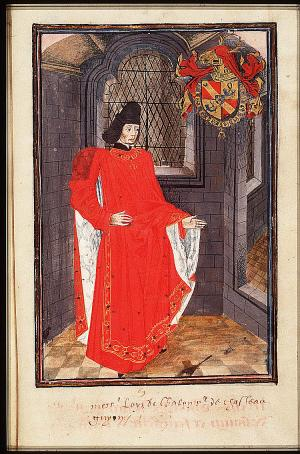
Louis de Chalon im Statutenbuch des Ordens (Den Haag, KG, 76 E 10, fol. 73r)

Wappen des Louis de Chalon

Louis de Chalon-Châtel-Guyon (* 1448 in Nozeroy; † 2. März 1476 in der Schlacht bei Grandson) war der älteste Sohn von Louis de Chalon, prince d’Orange und seiner zweiten Ehefrau Éléonore d’Armagnac (Haus Chalon). Als einer der Vertrauten Karls des Kühnen wurde er 1468 in den Orden vom Goldenen Vlies aufgenommen.

## Leben
1461 wurde er von seinem Vater zum Vicomte de Besançon und Seigneur de Châtel-Guyon gemacht. Dieser schickte ihn auch an den burgundischen Hof, wo er in der Umgebung Karls des Kühnen als Page lebte. In seinem Testament machte sein Vater ihn zum Universalerben, nachdem er seinem Sohn aus erster Ehe das Fürstentum Orange zugesprochen hatte und seinem jüngsten Sohn den Besitz in der Waadt, und war damit auf Nozeroy und Châtel-Guyon beschränkt. Louis widersetzte sich dem Willen seines Vaters, setzte sich in Besitz des ganzen Erbes und fand bei Herzog Philipp dem Guten dabei Unterstützung. Ein längeres Gerichtsverfahren schloss sich an, aus dem Louis 1475 teilweise siegreich hervorging – erneut aufgrund der Unterstützung, die er durch den Herzog, jetzt Karl den Kühnen, erfuhr. 
1465 hatte Philipp der Gute ihn zum Ritter geschlagen, 1469 nahm Karl der Kühne ihn in den Orden vom Goldenen Vlies auf – er war 1468 als Ersatzmitglied gewählt worden für den Fall, dass der Herzog von Normandie den Beitritt ablehnte, was dann im Jahr darauf auch geschah. Er nahm im gleichen Jahr (1468) an der Schlacht am Pas de l’arbre d’or teil, dann an der Belagerung von Neuss (1474/75), während die Schweizer seinen Besitz in der Waadt angriffen. Er wurde mit der Verteidigung der Franche-Comté beauftragt, schlug die Schweizer bei Pontarlier und nahm ihnen Jougne ab. In der Schlacht bei Grandson fiel er, als er die burgundische Kavallerie in die Schweizer Linien führte.
Louis de Chalon blieb ledig, hinterließ aber mit Jean de Chalon einen unehelichen Sohn.